# Pedro Lisperguer
Pedro Lisperguer (* als Peter Lißberg 1535 in Worms; † 1604 in Lima, Peru) war ein deutscher Konquistador in spanischen Diensten. Er gehörte in Chile zur Kolonialaristokratie, bekleidete in Verwaltung und Militär wichtige Ämter und häufte ein immenses Vermögen an. Mit seinen zahlreichen Nachkommen begründete er einen mächtigen Familienclan, der fast zwei Jahrhunderte lang außerordentlich großen Einfluss in Chile hatte.

## Biografie
Er wurde 1535 in Worms am Rhein geboren als Sohn des Ratsherrn Peter Birling (* 1503) und dessen Ehefrau Catarina Lißberg. Er hatte einen jüngeren Bruder namens Peter Birling (* 1538). Sein Großvater väterlicherseits war Jacob Birling (* 1475), verwandt mit den Fürsten von Sachsen-Wittenberg.

### Jugendjahre
Nachdem der katholische Kaiser Karl V. im April 1547 in der Schlacht bei Mühlberg an der Elbe ein gegnerisches Bündnis protestantischer Fürsten und Städte besiegt hatte, musste sich ihm auch das evangelische Worms unterwerfen. Es oblag Peters Vater, die Kapitulation der Stadt zu erklären. Im Gegenzug wurde Peter Lißberg als Page in die Dienste von Karl V. aufgenommen und wurde von da an Pedro Lisperguer genannt. Nach Spanien gelangte er dann mit Pedro Fernández de Córdoba, 4. Graf von Feria, der ihn in seinem Hause erzog.
1554 begleitete Lisperguer den Herzog von Feria auf einer Reise nach London, um im Juni an der Hochzeit zwischen Maria I Tudor und dem Spanier Philipp II. teilzunehmen. Dort lernte er Jerónimo de Alderete kennen, den stellvertretenden Generalkapitän von Chile. Dieser war bei Philipp II. in London vorstellig geworden, um sich als Nachfolger des im Dezember der Vorjahres gefallenen chilenischen Gouverneurs Pedro de Valdivia anzudienen. Alderete erweckte mit seinen Berichten über die Entwicklung der Kolonie bei Lisperguer Interesse an Chile. Dann wurde Alderete Mitte Oktober von Philipp II. als neuer Gouverneur von Chile empfohlen und Lisperguer entschloss sich, mit ihm nach Chile zu gehen. Obwohl es noch damals für Nichtspanier unter Androhung der Todesstrafe verboten war, die spanischen Territorien zu betreten, gelang es Lisperguer, eine Einreisegenehmigung für Peru und Chile zu erhalten. Am 14. November stellte ihm Kaiser Karl V. in Flandern das notwendige Dokument aus, eine real cédula, die unter anderem eine ausdrückliche Erwähnung enthielt, dass Lisperguer deutscher Herkunft war. Am 15. Oktober 1555 schiffte sich Lisperguer mit Alderete in Sanlúcar de Barrameda auf der Flotte des spanischen Vizekönigs von Peru Andrés Hurtado de Mendoza, Marquis von Cañete, ein. Auf der Reise begleitete ihn der später als Schriftsteller bekannt gewordene Alonso de Ercilla. Alderete starb auf der Reise in Panama im April 1556, und Lisperguer gelangte dann als Hofmann des Vizekönigs nach Lima.

### Konquista in Chile
In Chile bedrohte zu dieser Zeit der sogenannte Araucokrieg die Existenz der Kolonie. Zudem rivalisierten Francisco de Aguirre und Francisco de Villagrán um das vakante Gouverneursamt und brachten die Kolonie damit in weitere Schwierigkeiten. Der Vizekönig Andrés Hurtado de Mendoza stellte deshalb bald eine Expedition zusammen, um die Kontrolle zu übernehmen. Er ernannte seinen Sohn García Hurtado de Mendoza zum Gouverneur von Chile und stellte ihm Lisperguer als einen von vier Beratern zur Seite. Lisperguer erhielt auch das Kommando über eine der drei Galeonen der Expedition. Er war also zu dieser Zeit schon eine hochgestellte Persönlichkeit. Am 22. November 1557 kam er dann in Chile an. Bei dieser Gelegenheit brachte Lisperguer auch einige schwarze Sklaven mit. Der neue Gouverneur ließ Aguirre und Villagrán festnehmen und befahl ihre Deportation ins Exil nach Peru. Das war eine harsche und unpopuläre Entscheidung. Lisperguer wagte es als einziger, sich beim Gouverneur für die beiden einzusetzen. Der Gouverneur aber duldete keinerlei Widerspruch und befahl Lisperguer, die beiden nach Peru zu bringen und selbst auch nicht mehr nach Chile zurückzukehren. In Peru angekommen wurden Lisperguer und seine Gefangenen vom Vizekönig ehrenvoll empfangen und am Hof aufgenommen.
Lisperguer gelangte aber schon bald wieder zurück nach Chile und nahm am Araucofeldzug teil. Als Kommandeur eines Schiffes brachte er der durch die Mapuche eingekesselten Stadt Concepción Nachschub an Soldaten und Material. Damit konnte die Stadt die Belagerung durchstehen, bis weitere spanische Truppen zu Hilfe kommen konnten.
1560 kehrte Lisperguer im Auftrag des Gouverneurs mit seinem Schiff nach Peru zurück, um dort dringend benötigte Verstärkung für die Bewältigung des Araucokriegs zu beschaffen.
Bei einer Auseinandersetzung im Zusammenhang mit Häresievorwürfen gegen den Konquistador Alonso de Escobar stürmte Pedro Lisperguer am 27. Januar 1563 in einer schwer bewaffneten, größeren Gruppe die Kirche La Merced in Santiago. Zu dieser Gruppe gehörten Mönche, Gelehrte, ein Bischof, schwarze Sklaven und auch andere Konquistadoren. Die Türen der Kirche wurden gewaltsam aufgebrochen. Das Ziel des Angriffs war der Vikar und Inquisitionsrichter Antonio de Molina. Dessen Reaktion am Folgetag war, dass er seine Angreifer, darunter eben auch Lisperguer, exkommunizierte (descomunión mayor ipso jure). Bleibt anzumerken, dass auch Molina schon vorher von anderen Kirchenleuten exkommuniziert worden war und sich am Ende die Gruppe von Lisperguer durchsetzte und Molina nach Peru ins Exil flüchten musste.
Am 20. Februar 1564 wurde Lisperguer durch Pedro de Villagra zum Hauptmann einer Einheit leichter Kavallerie ernannt. 1564 und 1565 erhielt er einige Encomiendas zugeteilt.
1566 geriet auch er in die Fänge der Inquisition. Anlass war, dass er gesagt hatte, dass Maria durch den Bauchnabel geboren habe. Im Oktober wurde er zur abjuración de vehementi verurteilt, einer Strafe die verhängt wurde für den bloßen Verdacht auf Häresie, unter Androhung des Scheiterhaufens bei Wiederholung. Er musste als Büßer eine Messe hören und ca. 25 kg Speiseöl abliefern. Nach vollzogener Buße konnte er dann am 6. November als Ratsmitglied des Cabildo, der kolonialen Stadtregierung von Santiago, vereidigt werden.
Er war später Kommandeur der Festung Quiapo (errichtet 1566) bei Lebu und war als solcher an deren Verteidigung beteiligt.
Am 13. Dezember 1568 wurde er durch den Cabildo zum Bürgermeister von Santiago gewählt. Er konnte das Amt aber nicht antreten, weil die katholische Kirche Einspruch einlegte. Das war wahrscheinlich noch eine Folge seiner Verurteilung durch die Inquisition.
Im Zeitraum nach 1560 und vor 1570 heiratete er Águeda Flores (* 1541 -† 1632), die einzige legitime Tochter des Bartolomé Flores. Sein Schwiegervater, ebenfalls ein deutschstämmiger Konquistador, war der reichste Mann in Chile. Die Schwiegermutter war Elvira Curiqueo, Tochter einer Mapuche und eines Inkas aus Talagante, Kazikin, Großgrundbesitzerin, und reichste Frau in Chile. Als im November 1585 der Schwiegervater starb, konnten Pedro Lisperguer und seine Frau über das üppigste Vermögen der Kolonie verfügen. So lagen zum Beispiel viele ausgedehnte Ländereien im Bereich zwischen Santiago und dem etwa 400 km südlich liegenden Cauquenes. Lisperguer verfügte auch über Encomiendas in Nordpatagonien, im heutigen Argentinien. Von dort etwa deportierte er Puelche auf seine Estancias in Putagán und Cauquenes.
1572 wurde Lisperguer Bürgermeister von Santiago de Chile.
Er stieg weiter auf bis in den Rang eines Generals. Am 23. Januar 1576 wurde er als Nachfolger des verstorbenen Alonso de Góngora Marmolejo zum Hexenrichter ernannt. Zu seinem Amt gehörte es die Machis, die Schamanen der Mapuche, zu verfolgen.
Etwa Mitte 1583, während sich der neu ernannte Gouverneur Alonso de Sotomayor aus Spanien kommend noch auf der Anreise nach Chile befand, ernannte dieser Lisperguer zum Mitglied einer fünfköpfigen Kommission, die die Regierungsgeschäfte übernehmen sollte und den Interimsgouverneur Ruiz de Gamboa ablöste. Wohl als Entlohnung für seine Dienste, erhielt Lisperguer dann durch Sotomayor im selben Jahr noch Eigentumsrechte an umfangreichen Ländereien bei Lampa, in der Nähe von Santiago.
1583–1585 wurde er zum zweiten Mal nach Peru entsandt, um Unterstützung für den Araucokrieg zu erhalten. Lisperguer erfüllte erfolgreich seine Mission und brachte 200 Soldaten sowie für 30.000 Goldpesos (Wert: 14,4 kg Feingold) Kriegsmaterial per Schiff nach Chile.
Danach blieb er in Lima am Hof des Vizekönigs und kehrte nie mehr nach Chile zurück. Der Grund dafür ist nicht klar. Im Mai 1595 war er erkrankt und in Schwierigkeiten. Seine Frau Águeda, die lesen und schreiben konnte, errichtete ihr Testament und begab sich auf die Reise zu ihm. Das letzte, was von Lisperguer beurkundet wurde, ist seine Ernennung zum jentil-hombre de palacio durch den Vizekönig Luis de Velazco am 22. März 1604 in Lima.
Es wird angenommen, dass Pedro Lisperguer 1604 oder 1605 in Lima starb.

### Der Lisperguerclan
Pedro Lisperguer und seine Ehefrau Águeda Flores hatten sechs Söhne und drei Töchter:
- Juan Rodulfo (* 1556; † 29. September 1606),
- Pedro (* August 1581; verheiratet 1614; Testament 9. Oktober 1619),[32]
- Bartolomé,
- Fadrique,
- Federico († 22. September 1581),
- Mauricio,
- Magdalena (jüngste Tochter; verheiratet 10. Oktober 1613; Testament 28. April 1648),
- María (* 1565; verheiratet 5. Dezember 1595; keine Kinder),
- Catalina (Mutter von Catalina de los Ríos y Lisperguer (* 1602; † 1665), La Quintrala).

Die Lisperguers zählten zur Kolonialaristokratie und waren lange Zeit im 16. und 17. Jahrhundert die mächtigste Familie Chiles. Sie hatten nicht nur ein riesiges Vermögen, sondern sie beherrschten auch die drei großen Kräfte, die seinerzeit das Land regierten. Sie beherrschten die Justiz durch verwandtschaftliche Bindungen mit den Richtern, sie beeinflussten den Klerus in ihrer Eigenschaft als Stifter von Klöstern und sie beherrschten das Militär in ihrer Eigenschaft als Kommandeure und ausgezeichnete Soldaten.